# Проспект Естаду

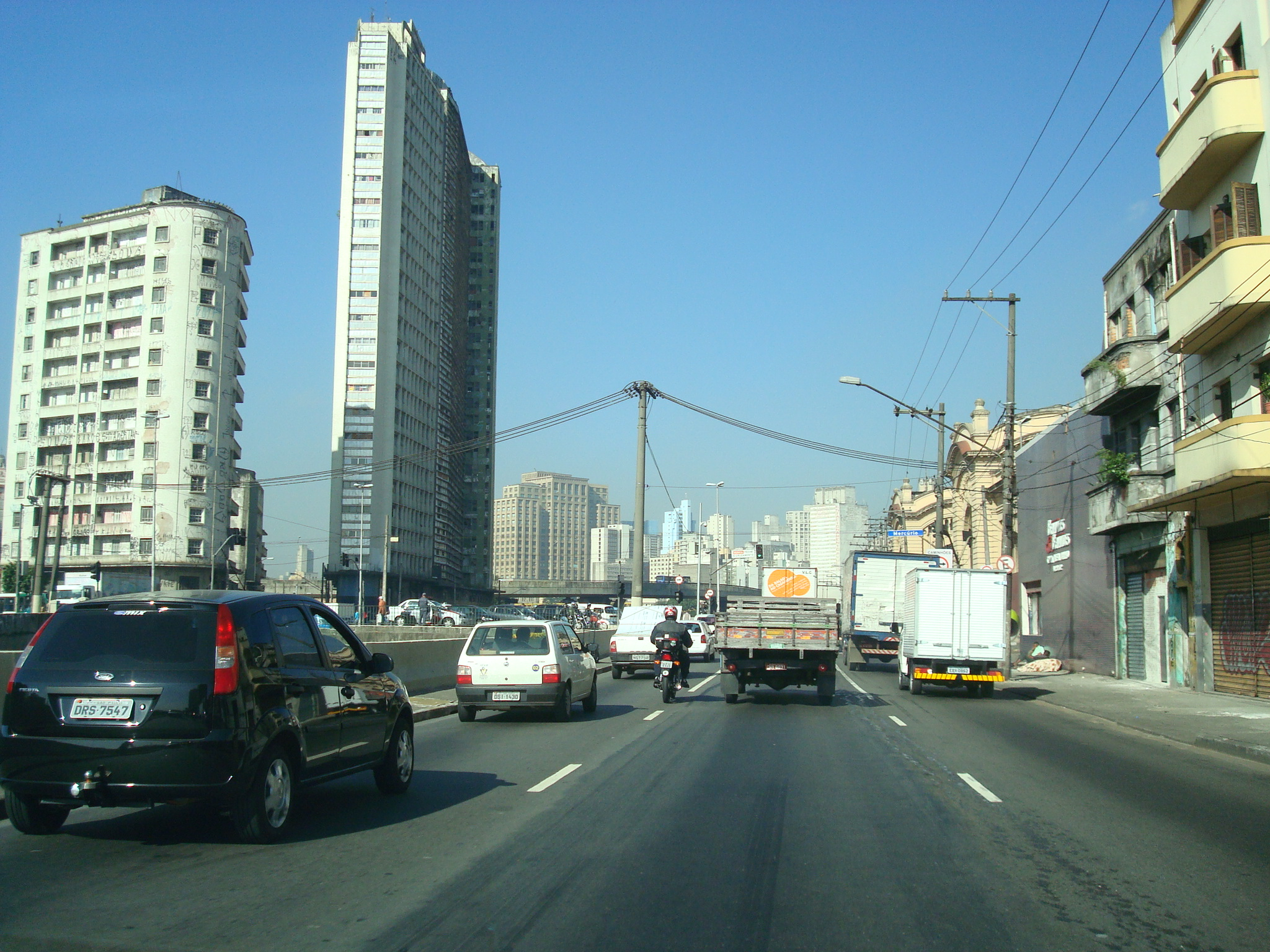
Проспект Естаду біля Муніципального ринку

Проспект Естаду (порт. Avenida do Estado, також Avenida Dr. Francisco Mesquita і Avenida dos Estados на деяких ділянках шляху) — один з головних проспектів Сан-Паулу, що простягнувся від автодороги Маргінал Тіете в центрі міста до південно-східних районів міста, шосе Анш'єта і шосе Іммігрантів.
На всій довжині проспект проходить паралельно річці Тамандуатеї. Він перетинає округи Віла-Пруденті, Іпіранга, Камбучі, Моока, Се, Браз, Парі і Бон-Ретіру, у центрі міста проходить через Парк дона Педру II.
Багато районів, через які проходить проспект, є найбіднішими у місті, в приміських районах уздовж проспекту розташовано багато фавел, складів, промислових зон, дешевих районів багатоквартирних домів та торгових центрів.
| Бразилія | Це незавершена стаття з географії Бразилії. Ви можете допомогти проєкту, виправивши або дописавши її. |